# Frederic Louis Norden

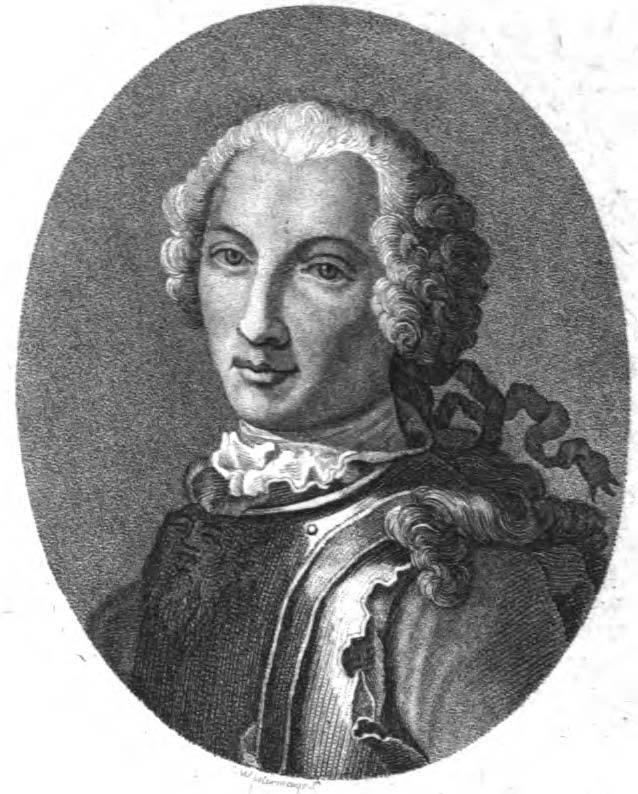
Friedrich Ludwig Norden (Kupferstich von Conrad Westermayr, 1804)

Frederic Louis Norden (deutsche Namensform Friedrich Ludwig Norden) (* 22. Oktober 1708 in Glückstadt, Holstein; † 22. September 1742 in Paris) war ein dänischer Marineoffizier und Forschungsreisender.

## Leben
Nachdem er sich von 1734 bis 1737 in Florenz und Rom aufgehalten hatte, bereiste er 1737 bis 1738 im Auftrag des dänischen Königs Ägypten.

## Schriften
- Mémoire sur les ruines de Thèbes en Égypte. London 1741.
- Voyage d’Egypte et de Nubie. Kopenhagen 1752; 1755.
  - neue Auflage Paris 1795 (Band 1 – Internet Archive, Band 2 – Internet Archive, Band 3 – Internet Archive)
  - deutsche Übersetzung: Beschreibung seiner Reise durch Egypten und Nubien. Mit den Anmerkungen des D. Templemann nach der englischen Ausgabe ins Deutsche übersetzt und mit einem Vorberichte versehen von J.F.E. Steffens. Johann Ernst Meyer, Breslau / Leipzig 1779 (books.google.de)